# 黃碧雲 (學者)
黃碧雲（英語：Helena Wong Pik-wan，1959年3月21日—），前香港九龍西選區立法會議員，現為香港民主黨成員，黃碧雲於2020年民主派初選中在九龍西選區中敗選，亦在記者會中明確説到自己承認落敗，並不會參選2020年立法會選舉。2021年1月6日因早前參與立會初選涉嫌違犯香港維護國家安全法而被捕，獲刑6年6個月。

## 背景
黃碧雲祖籍廣東省肇慶市，生於小康之家，早年因父親為律師行師爺的關係與三名胞兄、一名胞弟以及母親同居於律師行位於九龍紅磡的員工宿舍。黃碧雲曾就讀聖三一堂幼稚園，之後入讀聖三一堂小學（1972年畢業）以及九龍真光中學（中一至中七，1979年畢業）。她分別取得香港中文大學宗教研究文學士、香港中文大學政治及公共行政哲學碩士、加州大學洛杉磯分校政治科學文學碩士和加州大學洛杉磯分校政治科學哲學博士學位。
黃碧雲在中四時，即1975年的聖誕節因長期接觸宗教聖經而被感召，受洗成為基督徒。大學畢業後，她在中華基督教會公理書院任教聖經及中文科，並負責學校的宗教活動如團契、週會等，時為1984年。為拉近自己與社會的距離，她投入在教會事奉，到基督教協進會當中文編輯。在1984至1988年期間，她代表協進會跟民間團體、民主運動的組織開會討論當時的社會議題。更加入民主政制促進聯委會，開啟了她的從政生涯。
黃碧雲在1980年代開始參與香港民主運動，爭取「八八直選」，曾任民主政制促進聯委會秘書處成員及香港民主同盟的中常委。她曾任教於香港城市大學、香港中文大學及香港科技大學。1999年加入香港理工大學，擔任通識教育中心講師， 2019年退休。黃是基督徒，曾任香港基督徒學會主席及香港婦女基督徒協會主席。

## 早年生平

### 參與2010年政改方案工作
於民主黨表決不參與五區公投後，黃碧雲連同民主黨何俊仁、劉慧卿及其他泛民人士合組終極普選聯盟並出任副召集人。2010年6月27日出席香港電台《城市論壇》，與劉慧卿批評部份網民及一些激進泛民人士以侮辱女性尊嚴的粗口粗暴對待不同政見人士，是打壓女性在公共空間的參與。而同場的嘉賓八十後反特權青年成員林輝則認為不應以粗口問題掩蓋制度暴力，認為應集中討論香港政制改革。黃碧雲亦曾提出對功能界別容忍多兩屆。

### 參選2011年區議會選舉落敗
黃曾在2011年香港區議會選舉中競逐黃埔東選區議席，得1,513票，輸給得2,236票的梁美芬。
該選舉涉及2011年香港區議會選舉種票風波。黃於接受訪問時指該區新增多達千人，佔選民人數30%；黃埔花園的屋苑全部樓高16層，黃卻發現有一名選民報稱住在19樓；也有半數個案的住戶，證實並不認識同屋登記的選民，其已經協助有關住戶報警求助。另外，最少十個單位、涉及十多名選民由上屆黃埔西選區「遷移」至今屆黃埔東，又有選民在屋苑報住兩個單位，其中一個單位由海外公司持有，兩單位共有五姓六選民。

### 參選選委會成功
2011年，黃碧雲和泛民主派其他成員組成「高教界民主行動」，參加2011年香港選舉委員會界別分組選舉（高等教育界），最後24人全數當選。

## 立法會議員生涯

### 參與2012年香港立法會選舉
黃在2012年香港立法會選舉代表民主黨出戰九龍西地區直選，獲教育界立法會議員張文光排名單第二位。在「抬轎效應」下，黃最後以36,029票當選，成功繼承轉戰超級區議會的黨友涂謹申的地區直選議席。

### 投錯票事件
黃在2012年11月9日的立法會內務委員會會議表決「就行政會議成員林奮強先生的休假安排動議一項休會待續議案」時錯投棄權票。泛民主派支持該議案，但投票時黃按錯掣投「放棄表決」票，令贊成與反對均是29票，內務委員會主席梁君彥按規投反對票。黃為投錯票致歉。

### 揭發公屋食水含鉛超標
2015年7月5日，黃代表民主黨發表食水重金屬化驗報告，公布九龍西13座樓齡由數年至40多年的公屋和私人住宅單位的食水檢驗結果，揭發房委會轄下位於九龍啟德發展區的公共屋邨啟晴邨部份單位內水管流出的食水，含鉛量超出世界衛生組織標準。其後不少建制派政黨紛紛仿效她，為選區內住宅抽驗食水含鉛量。

### 參與2016年香港立法會選舉
在2016年香港立法會選舉，黃夥拍深水埗區議員袁海文、社區服務主任馮文韜及鄒旻芳，再度代表民主黨出戰九龍西地區直選，最後獲得26,037票，成功連任。

### 立法會宣誓風波
2016年10月12日，香港立法會議員進行宣誓儀式。多名民主派議員均在誓詞「加料」，黃在宣誓完結後在高叫「撤回831，重啟政改，梁振英下台！」，以及要繼續處理鉛水事件。誓詞被立法會秘書長陳維安裁定有效。
2016年10月26日，早前未能成功宣誓的青年新政立法會議員梁頌恆和游蕙禎在部分非建制議員及傳媒的「護送」下成功進入會議廳，事後泛民主派舉行記者會。黃強調民主黨因不認同兩人早前宣誓時辱華和夾雜粗口的行為，所以無參與「護送」行動。

### 太湖大閘蟹二噁英超標事件
2016年11月1日，食物環境衛生署食物安全中心在記者會上表票，在9月下旬開始抽取樣本進行檢測。報告指抽查的五個太湖大閘蟹樣本中，有兩個樣本的二噁英及二噁英多氯聯苯含量超標。黃要求暫停進口所有大閘蟹，等待食物通過二噁英測試。另外，黃亦要求政府盡快立法規管，並確保內地食品進口香港前已按香港食安標準進行檢測。

### 林子健被擄風波
2017年8月11日，民主黨召開緊急記者會，講述黨友林子健在2017年8月10日被懷疑強力部門擄走禁錮。及後，黃在其個人Facebook專頁就此事發言，指控「強力部門」越境犯案。
2017年8月14日，《傳真社》記者在收集旺角砵蘭街商戶的閉路電視片段後，發現民主黨林子健的說法與影片矛盾。民主黨於次日舉行緊急會議，記者即時訪問黃碧雲「林子健是否講大話？」，她回應：「暫時未能夠判斷。」及後，再有記者訪問黃碧雲，她質疑《傳真社》所取得的片段是否真確，並指片段中的林子健很難說是冒認，要再小心查證。

### 2020年香港立法會選舉
於2020年香港立法會選舉，黃碧雲角逐連任。黃首先在黨內初選面對袁海文挑戰，雖然成功出線，但在5月17日的民主黨特別會員大會中取得50張反對票，佔所有票數近1／4，是眾多民主黨候選人之冠。及後黃碧雲代表民主黨出選九龍西地區直選民主派初選，但於所有候選人當中排名第7，最終黃碧雲承認初選落敗，宣布不會參與9月大選。

## 研究／教學專項
- 香港／中國政治
- 性別研究
- 婦女運動、平權歷史及政治參與

## 著作
| 《鉛水風暴》 | 紅出版 | 2016年7月 | ISBN 9789888380992 |

## 外部連結
- 黃碧雲YouTube頻道（页面存档备份，存于）
- 2008年12月3日，明報A31版（页面存档备份，存于）
- 普選聯黃碧雲@城市論壇（页面存档备份，存于）